# شهرستان تریمبل (کنتاکی)
شهرستان تریمبل، کنتاکی (به انگلیسی: Trimble County, Kentucky) یک سکونتگاه مسکونی در ایالات متحده آمریکا است که در کنتاکی واقع شده‌است.